# Vraignes-lès-Hornoy
Vraignes-lès-Hornoy è un comune francese di 90 abitanti situato nel dipartimento della Somme nella regione dell'Alta Francia.

## Società

### Evoluzione demografica
Abitanti censiti